# Bejt Arje-Ofarim
Bejt Arje-Ofarim (hebrejsky בֵּית אַרְיֵה-עֳפָרִים, v oficiálním přepisu do angličtiny Bet Arye, přepisováno též Beit Aryeh-Ofarim) je izraelská osada a místní rada (malé město) na Západním břehu Jordánu v distriktu Judea a Samaří, vzniklá sloučením dvou dříve samostatných obcí Bejt Arje a Ofarim v roce 2004.

## Geografie
Nachází se cca 25 kilometrů východně od centra Tel Avivu, cca 10 kilometrů jihovýchodně od města Roš ha-Ajin, cca 35 kilometrů severozápadně od historického jádra Jeruzalém a cca 4 kilometrů od Zelené linie, která odděluje území Izraele v mezinárodně uznaných hranicích a okupovaná palestinská území. Je situována na západní okraj hornatiny Samařska. Nedaleko od obce začíná vádí Nachal Bejt Arif.
Obě původně samostatné části obce zaujímají vyvýšenou polohu na jednom ze zdejších pahorků v nadmořské výšce 345 metrů. Bejt Arje leží cca 2 kilometry od Ofarim. Bejt Arje-Ofarim měla být podle plánů z počátku 21. století oddělena od okolních arabských vesnic pomocí Izraelské bezpečnostní bariéry a od severu zapojena do koridoru izraelských sídel směřujících k městu Ariel ve vnitrozemí Západního břehu Jordánu (tzv. blok osad Guš Ari'el). Ještě v roce 2009 ale nebyla tato bariéra v přilehlém úseku zbudována. Podél trasy plánované bariéry ale vyrostla na severozápadní straně od Bejt Arje nová silnice.

## Dějiny Bejt Arje
Původní obec Bejt Arje byla založena roku 1981 skupinou šedesáti rodin, většinou zaměstnanců státní společnosti na výrobu letadel Israel Aerospace Industries.
Je pojmenována podle izraelského pravicového politika Arje Ben Eliezera (1913-1970). Doslova „Arjeho dům“. V roce 1989 získala status místní rady. Má charakter předměstského rezidenčního sídla. V roce 2004 k ní byla přičleněna dosud samostatná osada Ofarim. Má strategickou polohu. Za dobrého dne z ní lze přehlédnout celou pobřežní planinu od města Chadera na severu až po Aškelon na jihu.

## Dějiny Ofarim
Obec Ofarim (doslova „Jelínci“ či „Kolouchové“) byla založena roku 1989. Šlo o jednu z posledních nových, formálně samostatných osad, které Izrael zřídil na Západním břehu Jordánu. Zpočátku sestávala ze čtrnácti mobilních karavanů. V roce 2004 byla začleněna do sousední obce Bejt Arje.

## Demografie
V databázi sdružení izraelských komunit v Judeji a Samařsku (rada Ješa) se obec Bejt Arje-Ofarim uvádí jako sekulární. Izraelský deník Jerusalem Post ale v roce 2005 Bejt Arje-Ofarim popisuje coby obec se smíšenou populací sekulárních i nábožensky založených Izraelců. Podle údajů z roku 2014 tvořili naprostou většinu obyvatel Židé - cca 4 400 osob (včetně statistické kategorie "ostatní", která zahrnuje nearabské obyvatele židovského původu ale bez formální příslušnosti k židovskému náboženství, cca 4 500 osob).
Jde o větší obec městského typu s dlouhodobě rostoucí populací. K 31. prosinci 2014 zde žilo 4516 lidí. Během roku 2014 populace stoupla o 4,5 %.
| Rok            | 1981 | 1982 | 1983 | 1984 | 1985 | 1986 | 1987 | 1988 | 1989 | 1990 |
| -------------- | ---- | ---- | ---- | ---- | ---- | ---- | ---- | ---- | ---- | ---- |
| Počet obyvatel | 210  | 250  | 250  | 250  | 400  | 590  | 620  | 680  | 730  | 920  |

| Rok            | 1991  | 1992  | 1993  | 1994  | 1995  | 1996  | 1997  | 1998  | 1999  | 2000  | 2001  | 2002  | 2003  |
| -------------- | ----- | ----- | ----- | ----- | ----- | ----- | ----- | ----- | ----- | ----- | ----- | ----- | ----- |
| Počet obyvatel | 1 120 | 1 310 | 1 630 | 1 910 | 1 990 | 2 070 | 2 160 | 2 230 | 2 330 | 2 380 | 2 410 | 2 480 | 2 522 |

| Rok            | 1995 | 1996 | 1997 | 1998 | 1999 | 2000 | 2001 | 2002 | 2003 |
| -------------- | ---- | ---- | ---- | ---- | ---- | ---- | ---- | ---- | ---- |
| Počet obyvatel | 235  | 351  | 476  | 500  | 623  | 686  | 763  | 810  | 870  |

| Rok            | 2004  | 2005  | 2006  | 2007  | 2008  | 2009  | 2010  | 2011  | 2012  | 2013  | 2014  |
| -------------- | ----- | ----- | ----- | ----- | ----- | ----- | ----- | ----- | ----- | ----- | ----- |
| Počet obyvatel | 3 446 | 3 457 | 3 502 | 3 606 | 3 767 | 3 711 | 3 909 | 4 057 | 4 166 | 4 322 | 4 516 |